# Prionomelia summa
Prionomelia summa là một loài bướm đêm trong họ Geometridae.